# 波蘭社會學評論
《波蘭社會學評論》（Polish Sociological Review）是一份1961年起出版的波蘭社會學學術期刊，由波蘭社會學會出版，現任主編是華沙大學社會學教授伊洛阿娜·庫切斯卡（Joanna Kurczewska）。該期刊收錄與社會學理論、社會結構、社會變遷、文化與全球政治展望相關的論文，並有波蘭語版和英語版。
根據《期刊引證報告》數據顯示，《波蘭社會學評論》在2011年時的影響因子是0.071，在137份社會學期刊中排名第132。

## 外部連結
- 《波蘭社會學評論》官方網站 （英文）